# Campeonato de Primera D 2011-12
El Campeonato de Primera D 2011-12 fue la sexagésima segunda edición del torneo, quinta división del fútbol argentino en el orden de los clubes directamente afiliados a la AFA. Dio comienzo el 20 de agosto de 2011 y finalizó el 21 de mayo de 2012. Lo disputaron 18 equipos.
Los nuevos participantes fueron Muñiz, que regresó de la desafiliación; y el descendido Fénix.

## Ascensos y descensos
| Promedio | Desafiliado de la Primera D 2010-11 |
| -------- | ----------------------------------- |
| 18.º     | Puerto Nuevo                        |

| Reafiliado |
| ---------- |
| Muñiz      |

| Posición | Ascendido a la Primera C 2011-12 |
| -------- | -------------------------------- |
| 1.º      | Dock Sud                         |

| Promedio | Descendido de la Primera C 2010-11 |
| -------- | ---------------------------------- |
| 20.º     | Fénix                              |

## Equipos
| Equipo               | Ciudad               | Estadio                  | Capacidad |
| -------------------- | -------------------- | ------------------------ | --------- |
| Argentino de Quilmes | Quilmes              | Argentino de Quilmes     | 7000      |
| Argentino            | Rosario              | José Martín Olaeta       | 10.000    |
| Atlas                | General Rodríguez    | Estadio Ricardo Puga     | 2500      |
| Cañuelas             | Cañuelas             | Jorge Alfredo Arín       | 1500      |
| Central Ballester    | General San Martín   | Néstor Bedgni            | 3200      |
| Centro Español       | Morón (Buenos Aires) | Jorge Alfredo Arín       | 1500      |
| Claypole             | Claypole             | Rodolfo Vicente Capocasa | 1000      |
| Deportivo Paraguayo  | Buenos Aires         | Juan Antonio Arias       | 3000      |
| Deportivo Riestra    | Buenos Aires         | Guillermo Laza           | 3000      |
| Fénix                | Pilar                | Carlos Barraza           | 6000      |
| Ituzaingó            | Ituzaingó            | Ituzaingó                | 3500      |
| Juventud Unida       | San Miguel           | Néstor Bedgni            | 3200      |
| Lugano               | Tapiales             | José María Moraños       | 1500      |
| Muñiz                | Muñiz                | Malvinas Argentinas      | 7100      |
| San Martín           | Burzaco              | Francisco Boga           | 3500      |
| Sportivo Barracas    | Buenos Aires         | Carlos Barraza           | 10.000    |
| Victoriano Arenas    | Valentín Alsina      | Saturnino Moure          | 1500      |
| Yupanqui             | Buenos Aires         | Juan Antonio Arias       | 3000      |

### Distribución geográfica de los equipos
| Región                                   | Cant. | Equipos |
| ---------------------------------------- | ----- | --- |
| Conurbano bonaerense                     | 11    | Argentino de Quilmes, Central Ballester, Centro Español, Claypole, Fénix, Ituzaingó, Juventud Unida, Lugano, Muñiz, San Martín (B) y Victoriano Arenas |
| Ciudad de Buenos Aires                   | 4     | Deportivo Paraguayo, Deportivo Riestra, Sportivo Barracas y Yupanqui                                                                                   |
| Interior de la provincia de Buenos Aires | 2     | Atlas y Cañuelas |
| Provincia de Santa Fe                    | 1     | Argentino de Rosario |

## Formato

### Competición
Se disputó un torneo de todos contra todos a dos ruedas, de 34 fechas.

### Ascenso
El campeón ascendió directamente a la Primera C. Los equipos ubicados desde el 2.º al 9.º puesto participaron en un torneo reducido por eliminación directa, que se jugó a dos partidos, local y visitante, teniendo ventaja deportiva el equipo mejor ubicado en la tabla final de posiciones a igualdad de puntos y goles. El ganador jugó una promoción contra el segundo peor posicionado en la tabla de promedios de la Primera C 2011-12.

### Desafiliación temporaria
El equipo que ocupó la última posición en la tabla de promedios perdió la categoría, quedando desafiliado transitoriamente por una temporada.

## Tabla de posiciones
|  |     | Equipo               | Pts | PJ | G  | E  | P  | GF | GC | Dif |
|  | --- | -------------------- | --- | -- | -- | -- | -- | -- | -- | --- |
|  | 1.  | Fénix                | 73  | 34 | 21 | 10 | 3  | 60 | 18 | 42  |
|  | 2.  | Argentino de Quilmes | 67  | 34 | 19 | 10 | 5  | 58 | 29 | 29  |
|  | 3.  | Atlas                | 64  | 34 | 17 | 13 | 4  | 44 | 25 | 19  |
|  | 4.  | Centro Español       | 59  | 34 | 16 | 11 | 7  | 38 | 21 | 17  |
|  | 5.  | Deportivo Riestra    | 57  | 34 | 15 | 12 | 7  | 40 | 27 | 13  |
|  | 6.  | San Martín (B)       | 56  | 34 | 14 | 14 | 6  | 44 | 29 | 15  |
|  | 7.  | Cañuelas             | 48  | 34 | 12 | 12 | 10 | 31 | 22 | 9   |
|  | 8.  | Yupanqui             | 48  | 34 | 14 | 6  | 14 | 40 | 49 | -9  |
|  | 9.  | Victoriano Arenas    | 44  | 34 | 11 | 11 | 12 | 44 | 53 | -9  |
|  | 10. | Juventud Unida       | 40  | 34 | 10 | 10 | 14 | 34 | 41 | -7  |
|  | 11. | Argentino (R)        | 35  | 34 | 7  | 14 | 13 | 35 | 42 | -7  |
|  | 12. | Claypole             | 35  | 34 | 7  | 14 | 13 | 32 | 43 | -11 |
|  | 13. | Ituzaingó            | 34  | 34 | 7  | 13 | 14 | 20 | 27 | -7  |
|  | 14. | Lugano               | 34  | 34 | 7  | 13 | 14 | 21 | 34 | -13 |
|  | 15. | Deportivo Paraguayo  | 34  | 34 | 9  | 7  | 18 | 25 | 41 | -16 |
|  | 16. | Muñiz                | 34  | 34 | 9  | 7  | 18 | 21 | 55 | -34 |
|  | 17. | Central Ballester    | 30  | 34 | 7  | 9  | 18 | 33 | 48 | -15 |
|  | 18. | Barracas Bolívar     | 28  | 34 | 6  | 10 | 18 | 33 | 49 | -16 |

|  | Campeón. Ascendió a la Primera C.                                         |
|  | Participaron en el Torneo Reducido por el ascenso a Primera C.            |
|  | Ganador del torneo reducido. Promocionara con un equipo de la Primera C . |

## Tabla de promedios
| Pos | Equipo               | Promedio | 2009/10 | 2010/11 | 2011/12 | Pts | PJ  |
| --- | -------------------- | -------- | ------- | ------- | ------- | --- | --- |
| 1º  | Fénix                | 2,147    | -       | -       | 73      | 73  | 34  |
| 2º  | Atlas                | 1,765    | 50      | 66      | 64      | 180 | 102 |
| 3º  | San Martín (B)       | 1,745    | 64      | 58      | 56      | 178 | 102 |
| 4º  | Argentino de Quilmes | 1,735    | 56      | 54      | 67      | 177 | 102 |
| 5º  | Centro Español       | 1,598    | 49      | 55      | 59      | 163 | 102 |
| 6º  | Deportivo Riestra    | 1,559    | 45      | 57      | 57      | 159 | 102 |
| 7º  | Cañuelas             | 1,363    | 51      | 40      | 48      | 139 | 102 |
| 8º  | Yupanqui             | 1,333    | 61      | 27      | 48      | 136 | 102 |
| 9º  | Ituzaingó            | 1,314    | 49      | 51      | 34      | 134 | 102 |
| 10º | Claypole             | 1,265    | 44      | 50      | 35      | 129 | 102 |
| 11º | Victoriano Arenas    | 1,235    | 49      | 33      | 44      | 126 | 102 |
| 12º | Juventud Unida       | 1,196    | 32      | 50      | 40      | 122 | 102 |
| 13º | Argentino (R)        | 1,191    | -       | 46      | 35      | 81  | 68  |
| 14º | Lugano               | 1,078    | 28      | 48      | 34      | 110 | 102 |
| 15º | Central Ballester    | 1,039    | 37      | 39      | 30      | 106 | 102 |
| 16º | Muñiz                | 1,000    | -       | -       | 34      | 34  | 34  |
| 17º | Deportivo Paraguayo  | 0,990    | 29      | 38      | 34      | 101 | 102 |
| 18º | Sportivo Barracas    | 0,897    | -       | 33      | 28      | 61  | 68  |

|  | Desafiliado por una temporada. |

## Torneo reducido
Los equipos ubicados del segundo al noveno lugar de la tabla de posiciones final participan del torneo reducido. El ganador del mismo jugará la promoción por el ascenso a la Primera C, instancia en la cual deberá enfrentar a Luján, equipo que perdió el partido de desempate por la permanencia en esa categoría, en cancha neutral ante Deportivo Español por 1-0. Dicha promoción se jugará a doble partido, donde el ganador de este torneo reducido, hará de local en el primer partido, mientras que Luján (representante de la Primera C) hará de local en la revancha y con ventaja deportiva apenas arranca esa promoción.
|  | Cuartos de final     | Cuartos de final | Cuartos de final     |   |                      | Semifinales      | Semifinales      | Semifinales      |  |  | Final             | Final             | Final             |
|  | 23 al 27 de mayo     | 23 al 27 de mayo | 23 al 27 de mayo     |   |                      | 3 al 10 de junio | 3 al 10 de junio | 3 al 10 de junio |  |  | 17 al 22 de junio | 17 al 22 de junio | 17 al 22 de junio |
|  |                      |                  |                      |   |                      |                  |                  |                  |  |  |                   |                   |                   |
|  | Argentino de Quilmes | 1                | 1                    |   |                      |                  |                  |                  |  |  |                   |                   |                   |
|  | Victoriano Arenas    | 0                | 1                    |   |                      |                  |                  |                  |  |  |                   |                   |                   |
|  | Victoriano Arenas    | 0                | 1                    |   | Argentino de Quilmes | 2                | 4                |                  |  |  |                   |                   |                   |
|  |                      |                  |                      |   | Argentino de Quilmes | 2                | 4                |                  |  |  |                   |                   |                   |
|  |                      | San Martín (B)   | 2                    | 1 |                      |                  |                  |                  |  |  |                   |                   |                   |
|  | Deportivo Riestra    | San Martín (B)   | 2                    | 1 | 0                    | 0                |                  |                  |  |  |                   |                   |                   |
|  | Deportivo Riestra    |                  |                      |   | 0                    | 0                |                  |                  |  |  |                   |                   |                   |
|  | San Martín (B)       | 0                | 1                    |   |                      |                  |                  |                  |  |  |                   |                   |                   |
|  |                      |                  |                      |   |                      |                  |                  |                  |  |  | Atlas             | 0                 | 0                 |
|  |                      |                  | Argentino de Quilmes | 0 | 3                    |                  |                  |                  |  |  |                   |                   |                   |
|  | Atlas                | 2                | 3                    |   |                      |                  |                  |                  |  |  |                   |                   |                   |
|  | Yupanqui             | 0                | 0                    |   |                      |                  |                  |                  |  |  |                   |                   |                   |
|  | Yupanqui             | 0                | 0                    |   | Atlas                | 0                | 2                |                  |  |  |                   |                   |                   |
|  |                      |                  |                      |   | Atlas                | 0                | 2                |                  |  |  |                   |                   |                   |
|  |                      | Centro Español   | 1                    | 0 |                      |                  |                  |                  |  |  |                   |                   |                   |
|  | Centro Español       | Centro Español   | 1                    | 0 | 0                    | 2                |                  |                  |  |  |                   |                   |                   |
|  | Centro Español       |                  |                      |   | 0                    | 2                |                  |                  |  |  |                   |                   |                   |
|  | Cañuelas             | 0                | 1                    |   |                      |                  |                  |                  |  |  |                   |                   |                   |

## Promociones

### Promoción Primera C - Primera D
Esta promoción se definirá entre Luján (penúltimo del promedio de la Primera C y el Argentino de Quilmes, el campeón del torneo reducido de la Primera D. Se jugarán en partidos de ida y vuelta. Argentino de Quilmes hará de local en el primer partido de la llave, mientras que Luján jugará de local, en el partido de vuelta de la llave.
| Argentino de Quilmes                                     | 1 - 0 | Luján                | La Barranca                         | 26 de junio | 15:10 (TV) |
| Luján                                                    | 3 - 1 | Argentino de Quilmes | Campo municipal de Deportes (Luján) | 1 de julio  | 11:00 (TV) |
| Lujan permaneció en la Primera C con un global de 3 - 2. |       |                      |                                     |             |            |

## Resultados
| Lugano               | 0 - 1 | Argentino de Rosario      | José Moraños                 | 20 de agosto | 15:30 |
| Juventud Unida       | 1 - 1 | Atlas                     | Franco Muggeri               | 20 de agosto | 15:30 |
| Fénix                | 0 - 0 | Sportivo Barracas Bolívar | Carlos Barraza               | 20 de agosto | 15:30 |
| Argentino de Quilmes | 1 - 0 | Deportivo Paraguayo       | Argentino de Quilmes         | 20 de agosto | 15:30 |
| Cañuelas             | 1 - 1 | Claypole                  | Jorge Alfredo Arín           | 20 de agosto | 15:30 |
| Ituzaingó            | 1 - 1 | Central Ballester         | Ituzaingó                    | 20 de agosto | 15:30 |
| San Martín (B)       | 0 - 2 | Centro Español            | Armenia (Deportivo Armenio)  | 21 de agosto | 15:30 |
| Yupanqui             | 0 - 0 | Victoriano Arenas         | Juan Antonio Arias (Liniers) | 21 de agosto | 15:30 |
| Deportivo Riestra    | 2 - 0 | Muñiz                     | Guillermo Laza               | 22 de agosto | 15:30 |

| Deportivo Paraguayo       | 0 - 1 | Fénix                | Juan Antonio Arias (Liniers)     | 27 de agosto | 15:30 |
| Sportivo Barracas Bolívar | 1 - 2 | Yupanqui             | Carlos Barraza (Fénix)           | 27 de agosto | 15:30 |
| Victoriano Arenas         | 1 - 1 | San Martín (B)       | Saturnino Moure                  | 27 de agosto | 15:30 |
| Centro Español            | 0 - 0 | Juventud Unida       | Jorge Alfredo Arín (Cañuelas)    | 27 de agosto | 15:30 |
| Atlas                     | 1 - 1 | Argentino de Rosario | Ricardo Puga                     | 27 de agosto | 15:30 |
| Deportivo Riestra         | 0 - 0 | Lugano               | Guillermo Laza                   | 28 de agosto | 15:30 |
| Muñiz                     | 1 - 0 | Ituzaingó            | Malvinas Argentinas (San Miguel) | 28 de agosto | 15:30 |
| Central Ballester         | 0 - 1 | Cañuelas             | Franco Muggeri (Juventud Unida)  | 28 de agosto | 15:30 |
| Claypole                  | 1 - 1 | Argentino de Quilmes | Rodolfo Vicente Capocasa         | 28 de agosto | 15:30 |

| Argentino de Rosario | 1 - 1 | Centro Español            | José Martín Olaeta           | 3 de septiembre | 15:30 |
| Lugano               | 0 - 0 | Atlas                     | José Moraños                 | 5 de septiembre | 15:30 |
| Juventud Unida       | 5 - 1 | Victoriano Arenas         | Franco Muggeri               | 5 de septiembre | 15:30 |
| San Martín (B)       | 2 - 1 | Sportivo Barracas Bolívar | Armenia (Deportivo Armenio)  | 5 de septiembre | 15:30 |
| Yupanqui             | 3 - 1 | Deportivo Paraguayo       | Juan Antonio Arias (Liniers) | 5 de septiembre | 15:30 |
| Fénix                | 0 - 1 | Claypole                  | Carlos Barraza               | 5 de septiembre | 15:30 |
| Argentino de Quilmes | 3 - 0 | Central Ballester         | Argentino de Quilmes         | 5 de septiembre | 15:30 |
| Cañuelas             | 0 - 0 | Muñiz                     | Jorge Alfredo Arín           | 5 de septiembre | 15:30 |
| Ituzaingó            | 0 - 0 | Deportivo Riestra         | Ituzaingó                    | 5 de septiembre | 15:30 |

| Central Ballester         | 0 - 3 | Fénix                | Franco Muggeri (Juventud Unida)  | 10 de septiembre | 15:30 |
| Deportivo Paraguayo       | 1 - 1 | San Martín (B)       | Juan Antonio Arias (Liniers)     | 10 de septiembre | 15:30 |
| Sportivo Barracas Bolívar | 3 - 0 | Juventud Unida       | Carlos Barraza (Fénix)           | 10 de septiembre | 15:30 |
| Centro Español            | 1 - 0 | Atlas                | Jorge Alfredo Arín (Cañuelas)    | 10 de septiembre | 15:30 |
| Victoriano Arenas         | 2 - 1 | Argentino de Rosario | Saturnino Moure                  | 10 de septiembre | 15:30 |
| Ituzaingó                 | 1 - 1 | Lugano               | Ituzaingó                        | 11 de septiembre | 14:00 |
| Muñiz                     | 0 - 4 | Argentino de Quilmes | Malvinas Argentinas (San Miguel) | 11 de septiembre | 14:00 |
| Claypole                  | 0 - 0 | Yupanqui             | Rodolfo Vicente Capocasa         | 11 de septiembre | 14:00 |
| Deportivo Riestra         | 1 - 0 | Cañuelas             | Guillermo Laza                   | 11 de septiembre | 15:30 |

| Lugano               | 1 - 0 | Centro Español            | José Moraños                 | 17 de septiembre | 15:30 |
| Atlas                | 3 - 0 | Victoriano Arenas         | Ricardo Puga                 | 17 de septiembre | 15:30 |
| Argentino de Rosario | 1 - 1 | Sportivo Barracas Bolívar | José Martín Olaeta           | 17 de septiembre | 15:30 |
| Juventud Unida       | 0 - 1 | Deportivo Paraguayo       | Franco Muggeri               | 17 de septiembre | 15:30 |
| Cañuelas             | 2 - 0 | Ituzaingó                 | Jorge Alfredo Arín           | 17 de septiembre | 15:30 |
| Argentino de Quilmes | 0 - 1 | Deportivo Riestra         | Argentino de Quilmes         | 18 de septiembre | 11:00 |
| San Martín (B)       | 0 - 0 | Claypole                  | Armenia (Deportivo Armenio)  | 18 de septiembre | 14:00 |
| Yupanqui             | 0 - 2 | Central Ballester         | Juan Antonio Arias (Liniers) | 18 de septiembre | 15:30 |
| Fénix                | 5 - 1 | Muñiz                     | Carlos Barraza               | 19 de septiembre | 15:30 |

| Claypole                  | 1 - 0 | Juventud Unida       | Rodolfo Vicente Capocasa         | 24 de septiembre | 15:30 |
| Sportivo Barracas Bolívar | 0 - 0 | Atlas                | Carlos Barraza (Fénix)           | 24 de septiembre | 15:30 |
| Victoriano Arenas         | 1 - 0 | Centro Español       | Saturnino Moure                  | 24 de septiembre | 15:30 |
| Cañuelas                  | 2 - 0 | Lugano               | Jorge Alfredo Arín               | 24 de septiembre | 15:30 |
| Deportivo Paraguayo       | 1 - 0 | Argentino de Rosario | Juan Antonio Arias (Liniers)     | 24 de septiembre | 15:30 |
| Central Ballester         | 1 - 3 | San Martín (B)       | Franco Muggeri (Juventud Unida)  | 25 de septiembre | 15:30 |
| Ituzaingó                 | 1 - 0 | Argentino de Quilmes | Ituzaingó                        | 25 de septiembre | 15:30 |
| Muñiz                     | 3 - 1 | Yupanqui             | Malvinas Argentinas (San Miguel) | 25 de septiembre | 15:30 |
| Deportivo Riestra         | 1 - 0 | Fénix                | Guillermo Laza                   | 26 de septiembre | 15:30 |

| Atlas                | 0 - 0 | Deportivo Paraguayo       | Ricardo Puga                  | 30 de septiembre | 15:30 |
| San Martín (B)       | 1 - 0 | Muñiz                     | Armenia (Deportivo Armenio)   | 30 de septiembre | 15:30 |
| Argentino de Rosario | 2 - 1 | Claypole                  | José Martín Olaeta            | 1 de octubre     | 15:30 |
| Argentino de Quilmes | 1 - 0 | Cañuelas                  | Argentino de Quilmes          | 1 de octubre     | 15:30 |
| Centro Español       | 1 - 1 | Sportivo Barracas Bolívar | Jorge Alfredo Arín (Cañuelas) | 1 de octubre     | 15:30 |
| Fénix                | 0 - 0 | Ituzaingó                 | Carlos Barraza                | 1 de octubre     | 15:30 |
| Juventud Unida       | 3 - 2 | Central Ballester         | Franco Muggeri                | 1 de octubre     | 15:30 |
| Lugano               | 1 - 0 | Victoriano Arenas         | José Moraños                  | 2 de octubre     | 15:30 |
| Yupanqui             | 3 - 2 | Deportivo Riestra         | Juan Antonio Arias (Liniers)  | 2 de octubre     | 15:30 |

| Ituzaingó                 | 0 - 0 | Yupanqui             | Ituzaingó                        | 8 de octubre   | 15:30 |
| Claypole                  | 1 - 4 | Atlas                | Rodolfo Vicente Capocasa         | 8 de octubre   | 15:30 |
| Deportivo Paraguayo       | 0 - 2 | Centro Español       | Juan Antonio Arias (Liniers)     | 8 de octubre   | 15:30 |
| Sportivo Barracas Bolívar | 3 - 1 | Victoriano Arenas    | Carlos Barraza (Fénix)           | 8 de octubre   | 15:30 |
| Deportivo Riestra         | 2 - 2 | San Martín (B)       | Guillermo Laza                   | 9 de octubre   | 15:30 |
| Muñiz                     | 0 - 0 | Juventud Unida       | Malvinas Argentinas (San Miguel) | 9 de octubre   | 15:30 |
| Argentino de Quilmes      | 1 - 0 | Lugano               | Argentino de Quilmes             | 10 de octubre  | 15:30 |
| Cañuelas                  | 0 - 0 | Fénix                | Jorge Alfredo Arín               | 10 de octubre  | 15:30 |
| Central Ballester         | 0 - 0 | Argentino de Rosario | Franco Muggeri (Juventud Unida)  | 9 de noviembre | 16:00 |

| Victoriano Arenas    | 1 - 1 | Deportivo Paraguayo       | Saturnino Moure               | 14 de octubre | 15:30 |
| San Martín (B)       | 2 - 0 | Ituzaingó                 | Francisco Boga                | 14 de octubre | 15:30 |
| Lugano               | 2 - 1 | Sportivo Barracas Bolívar | José Moraños                  | 15 de octubre | 15:30 |
| Centro Español       | 3 - 0 | Claypole                  | Jorge Alfredo Arín (Cañuelas) | 15 de octubre | 15:30 |
| Atlas                | 0 - 0 | Central Ballester         | Ricardo Puga                  | 15 de octubre | 15:30 |
| Yupanqui             | 0 - 1 | Cañuelas                  | Juan Antonio Arias (Liniers)  | 15 de octubre | 15:30 |
| Fénix                | 1 - 0 | Argentino de Quilmes      | Carlos Barraza                | 15 de octubre | 15:30 |
| Argentino de Rosario | 4 - 0 | Muñiz                     | José Martín Olaeta            | 15 de octubre | 15:50 |
| Juventud Unida       | 1 - 1 | Deportivo Riestra         | Franco Muggeri                | 17 de octubre | 15:30 |

| Deportivo Paraguayo  | 0 - 1 | Sportivo Barracas Bolívar | Juan Antonio Arias (Liniers)     | 28 de octubre | 15:30 |
| Muñiz                | 0 - 1 | Atlas                     | Malvinas Argentinas (San Miguel) | 28 de octubre | 15:30 |
| Argentino de Quilmes | 1 - 0 | Yupanqui                  | Argentino de Quilmes             | 28 de octubre | 15:30 |
| Fénix                | 1 - 0 | Lugano                    | Carlos Barraza                   | 29 de octubre | 15:30 |
| Cañuelas             | 0 - 1 | San Martín (B)            | Jorge Alfredo Arín               | 29 de octubre | 15:30 |
| Central Ballester    | 1 - 2 | Centro Español            | Franco Muggeri (Juventud Unida)  | 29 de octubre | 15:30 |
| Ituzaingó            | 0 - 1 | Juventud Unida            | Ituzaingó                        | 29 de octubre | 15:30 |
| Claypole             | 1 - 2 | Victoriano Arenas         | Rodolfo Vicente Capocasa         | 29 de octubre | 15:30 |
| Deportivo Riestra    | 0 - 0 | Argentino de Rosario      | Guillermo Laza                   | 31 de octubre | 15:30 |

| Victoriano Arenas         | 2 - 1 | Central Ballester    | Saturnino Moure               | 5 de noviembre | 14:00 |
| Lugano                    | 0 - 0 | Deportivo Paraguayo  | José Moraños                  | 5 de noviembre | 15:30 |
| Centro Español            | 3 - 0 | Muñiz                | Jorge Alfredo Arín (Cañuelas) | 5 de noviembre | 15:30 |
| Atlas                     | 1 - 1 | Deportivo Riestra    | Ricardo Puga                  | 5 de noviembre | 15:30 |
| Argentino de Rosario      | 0 - 1 | Ituzaingó            | José Martín Olaeta            | 5 de noviembre | 15:30 |
| Juventud Unida            | 0 - 0 | Cañuelas             | Franco Muggeri                | 5 de noviembre | 15:30 |
| San Martín (B)            | 0 - 0 | Argentino de Quilmes | Francisco Boga                | 5 de noviembre | 15:30 |
| Yupanqui                  | 1 - 1 | Fénix                | Juan Antonio Arias (Liniers)  | 5 de noviembre | 15:30 |
| Sportivo Barracas Bolívar | 1 - 1 | Claypole             | Carlos Barraza (Fénix)        | 5 de noviembre | 15:50 |

| Muñiz                | 2 - 2 | Victoriano Arenas         | Malvinas Argentinas (San Miguel) | 12 de noviembre | 17:00 |
| Central Ballester    | 1 - 1 | Sportivo Barracas Bolívar | Franco Muggeri (Juventud Unida)  | 12 de noviembre | 17:00 |
| Yupanqui             | 3 - 1 | Lugano                    | Juan Antonio Arias (Liniers)     | 13 de noviembre | 17:00 |
| Fénix                | 1 - 1 | San Martín (B)            | Carlos Barraza                   | 13 de noviembre | 17:00 |
| Argentino de Quilmes | 2 - 0 | Juventud Unida            | Argentino de Quilmes             | 13 de noviembre | 17:00 |
| Ituzaingó            | 1 - 2 | Atlas                     | Ituzaingó                        | 13 de noviembre | 17:00 |
| Claypole             | 2 - 1 | Deportivo Paraguayo       | Rodolfo Vicente Capocasa         | 13 de noviembre | 17:00 |
| Deportivo Riestra    | 0 - 0 | Centro Español            | Guillermo Laza                   | 14 de noviembre | 17:00 |
| Cañuelas             | 0 - 0 | Argentino de Rosario      | Jorge Alfredo Arín               | 14 de noviembre | 17:15 |

| Deportivo Paraguayo       | 1 - 0 | Central Ballester    | Juan Antonio Arias (Liniers)  | 19 de noviembre | 17:00 |
| Atlas                     | 2 - 2 | Cañuelas             | Ricardo Puga                  | 19 de noviembre | 17:00 |
| Juventud Unida            | 1 - 3 | Fénix                | Franco Muggeri                | 19 de noviembre | 17:00 |
| San Martín (B)            | 0 - 0 | Yupanqui             | Francisco Boga                | 19 de noviembre | 17:00 |
| Argentino de Rosario      | 2 - 1 | Argentino de Quilmes | José Martín Olaeta            | 19 de noviembre | 17:00 |
| Lugano                    | 0 - 0 | Claypole             | José Moraños                  | 20 de noviembre | 17:00 |
| Sportivo Barracas Bolívar | 0 - 1 | Muñiz                | Carlos Barraza (Fénix)        | 20 de noviembre | 17:00 |
| Victoriano Arenas         | 2 - 1 | Deportivo Riestra    | Saturnino Moure               | 20 de noviembre | 17:00 |
| Centro Español            | 1 - 0 | Ituzaingó            | Jorge Alfredo Arín (Cañuelas) | 20 de noviembre | 17:00 |

| San Martín (B)       | 2 - 0 | Lugano                    | Francisco Boga                  | 26 de noviembre | 17:00 |
| Yupanqui             | 1 - 0 | Juventud Unida            | Juan Antonio Arias (Liniers)    | 26 de noviembre | 17:00 |
| Fénix                | 5 - 2 | Argentino de Rosario      | Carlos Barraza                  | 26 de noviembre | 17:00 |
| Argentino de Quilmes | 0 - 0 | Atlas                     | Argentino de Quilmes            | 26 de noviembre | 17:00 |
| Cañuelas             | 0 - 1 | Centro Español            | Jorge Alfredo Arín              | 26 de noviembre | 17:00 |
| Ituzaingó            | 3 - 1 | Victoriano Arenas         | Ituzaingó                       | 26 de noviembre | 17:00 |
| Central Ballester    | 1 - 2 | Claypole                  | Franco Muggeri (Juventud Unida) | 26 de noviembre | 17:00 |
| Deportivo Riestra    | 3 - 2 | Sportivo Barracas Bolívar | Guillermo Laza                  | 27 de noviembre | 17:00 |
| Muñiz                | 2 - 1 | Deportivo Paraguayo       | Franco Muggeri (Juventud Unida) | 28 de noviembre | 17:00 |

| Lugano                    | 1 - 0 | Central Ballester    | José Moraños                  | 3 de diciembre | 17:00 |
| Claypole                  | 1 - 1 | Muñiz                | Rodolfo Vicente Capocasa      | 3 de diciembre | 17:00 |
| Deportivo Paraguayo       | 1 - 0 | Deportivo Riestra    | Juan Antonio Arias (Liniers)  | 3 de diciembre | 17:00 |
| Sportivo Barracas Bolívar | 1 - 2 | Ituzaingó            | Carlos Barraza (Fénix)        | 3 de diciembre | 17:00 |
| Victoriano Arenas         | 1 - 1 | Cañuelas             | Saturnino Moure               | 3 de diciembre | 17:00 |
| Centro Español            | 1 - 2 | Argentino de Quilmes | Jorge Alfredo Arín (Cañuelas) | 3 de diciembre | 17:00 |
| Atlas                     | 0 - 0 | Fénix                | Ricardo Puga                  | 3 de diciembre | 17:00 |
| Argentino de Rosario      | 1 - 2 | Yupanqui             | José Martín Olaeta            | 3 de diciembre | 17:00 |
| Juventud Unida            | 1 - 0 | San Martín (B)       | Franco Muggeri                | 3 de diciembre | 17:00 |

| Juventud Unida       | 2 - 0 | Lugano                    | Franco Muggeri                  | 9 de diciembre  | 17:00 |
| Yupanqui             | 3 - 1 | Atlas                     | Juan Antonio Arias (Liniers)    | 9 de diciembre  | 17:00 |
| Argentino de Quilmes | 3 - 1 | Victoriano Arenas         | Argentino de Quilmes            | 9 de diciembre  | 17:00 |
| San Martín (B)       | 2 - 1 | Argentino de Rosario      | Francisco Boga                  | 10 de diciembre | 17:00 |
| Fénix                | 1 - 0 | Centro Español            | Carlos Barraza                  | 10 de diciembre | 17:00 |
| Cañuelas             | 3 - 0 | Sportivo Barracas Bolívar | Jorge Alfredo Arín              | 10 de diciembre | 17:00 |
| Ituzaingó            | 1 - 1 | Deportivo Paraguayo       | Ituzaingó                       | 10 de diciembre | 17:00 |
| Muñiz                | 0 - 1 | Central Ballester         | Franco Muggeri (Juventud Unida) | 10 de diciembre | 17:00 |
| Deportivo Riestra    | 1 - 0 | Claypole                  | Guillermo Laza                  | 11 de diciembre | 17:00 |

| Lugano                    | 0 - 1 | Muñiz                | José Moraños                    | 17 de diciembre | 17:00 |
| Central Ballester         | 1 - 2 | Deportivo Riestra    | Franco Muggeri (Juventud Unida) | 17 de diciembre | 17:00 |
| Claypole                  | 1 - 1 | Ituzaingó            | Rodolfo Vicente Capocasa        | 17 de diciembre | 17:00 |
| Deportivo Paraguayo       | 0 - 1 | Cañuelas             | Juan Antonio Arias (Liniers)    | 17 de diciembre | 17:00 |
| Victoriano Arenas         | 0 - 1 | Fénix                | Saturnino Moure                 | 17 de diciembre | 17:00 |
| Centro Español            | 2 - 0 | Yupanqui             | Jorge Alfredo Arín (Cañuelas)   | 17 de diciembre | 17:00 |
| Atlas                     | 1 - 1 | San Martín (B)       | Ricardo Puga                    | 17 de diciembre | 17:00 |
| Argentino de Rosario      | 2 - 1 | Juventud Unida       | José Martín Olaeta              | 17 de diciembre | 17:00 |
| Sportivo Barracas Bolívar | 0 - 3 | Argentino de Quilmes | Carlos Barraza (Fénix)          | 16 de febrero   | 17:00 |

| Argentino de Rosario      | 0 - 1 | Lugano               | José Martín Olaeta               | 28 de enero | 17:00 |
| Atlas                     | 1 - 1 | Juventud Unida       | Ricardo Puga                     | 29 de enero | 17:00 |
| Centro Español            | 1 - 0 | San Martín (B)       | Jorge Alfredo Arín (Cañuelas)    | 29 de enero | 17:00 |
| Victoriano Arenas         | 4 - 1 | Yupanqui             | Saturnino Moure                  | 29 de enero | 17:00 |
| Deportivo Paraguayo       | 1 - 4 | Argentino de Quilmes | Juan Antonio Arias (Liniers)     | 29 de enero | 17:00 |
| Claypole                  | 0 - 1 | Cañuelas             | Rodolfo Vicente Capocasa         | 29 de enero | 17:00 |
| Central Ballester         | 0 - 0 | Ituzaingó            | Franco Muggeri (Juventud Unida)  | 29 de enero | 17:00 |
| Muñiz                     | 1 - 1 | Deportivo Riestra    | Malvinas Argentinas (San Miguel) | 29 de enero | 17:00 |
| Sportivo Barracas Bolívar | 1 - 3 | Fénix                | Malvinas Argentinas (San Miguel) | 30 de enero | 17:00 |

| Lugano               | 1 - 2 | Deportivo Riestra         | José Moraños                 | 3 de febrero | 17:00 |
| Ituzaingó            | 0 - 1 | Muñiz                     | Ituzaingó                    | 3 de febrero | 17:00 |
| Juventud Unida       | 1 - 1 | Centro Español            | Franco Muggeri               | 3 de febrero | 17:00 |
| Yupanqui             | 3 - 2 | Sportivo Barracas Bolívar | Juan Antonio Arias (Liniers) | 4 de febrero | 17:00 |
| Cañuelas             | 0 - 0 | Central Ballester         | Jorge Alfredo Arín           | 4 de febrero | 17:00 |
| Argentino de Rosario | 1 - 3 | Atlas                     | José Martín Olaeta           | 4 de febrero | 17:00 |
| Argentino de Quilmes | 1 - 1 | Claypole                  | Argentino de Quilmes         | 5 de febrero | 17:00 |
| Fénix                | 3 - 0 | Deportivo Paraguayo       | Carlos Barraza               | 6 de febrero | 17:00 |
| San Martín (B)       | 0 - 0 | Victoriano Arenas         | Francisco Boga               | 6 de febrero | 17:00 |

| Centro Español            | 1 - 1 | Argentino de Rosario | Jorge Alfredo Arín (Cañuelas)    | 10 de febrero | 17:00 |
| Atlas                     | 1 - 0 | Lugano               | Ricardo Puga                     | 10 de febrero | 17:00 |
| Central Ballester         | 3 - 4 | Argentino de Quilmes | Franco Muggeri (Juventud Unida)  | 10 de febrero | 17:00 |
| Muñiz                     | 0 - 1 | Cañuelas             | Malvinas Argentinas (San Miguel) | 10 de febrero | 17:00 |
| Deportivo Riestra         | 1 - 0 | Ituzaingó            | Guillermo Laza                   | 11 de febrero | 17:00 |
| Victoriano Arenas         | 1 - 2 | Juventud Unida       | Saturnino Moure                  | 13 de febrero | 17:00 |
| Sportivo Barracas Bolívar | 1 - 2 | San Martín (B)       | Carlos Barraza (Fénix)           | 13 de febrero | 17:00 |
| Deportivo Paraguayo       | 0 - 1 | Yupanqui             | Juan Antonio Arias (Liniers)     | 13 de febrero | 17:00 |
| Claypole                  | 0 - 3 | Fénix                | Rodolfo Vicente Capocasa         | 13 de febrero | 17:00 |

| Atlas                | 3 - 2 | Centro Español            | Ricardo Puga                 | 18 de febrero | 17:00 |
| Lugano               | 0 - 0 | Ituzaingó                 | José Moraños                 | 18 de febrero | 17:00 |
| Cañuelas             | 1 - 3 | Deportivo Riestra         | Jorge Alfredo Arín           | 18 de febrero | 17:00 |
| Fénix                | 1 - 0 | Central Ballester         | Carlos Barraza               | 18 de febrero | 17:00 |
| Argentino de Rosario | 2 - 2 | Victoriano Arenas         | José Martín Olaeta           | 18 de febrero | 17:00 |
| Yupanqui             | 3 - 2 | Claypole                  | Juan Antonio Arias (Liniers) | 20 de febrero | 17:00 |
| San Martín (B)       | 1 - 0 | Deportivo Paraguayo       | Francisco Boga               | 20 de febrero | 17:00 |
| Juventud Unida       | 4 - 1 | Sportivo Barracas Bolívar | Franco Muggeri               | 20 de febrero | 17:00 |
| Argentino de Quilmes | 3 - 0 | Muñiz                     | Argentino de Quilmes         | 20 de febrero | 17:15 |

| Centro Español            | 0 - 0 | Lugano               | Jorge Alfredo Arín (Cañuelas)    | 25 de febrero | 17:00 |
| Victoriano Arenas         | 2 - 2 | Atlas                | Saturnino Moure                  | 25 de febrero | 17:00 |
| Sportivo Barracas Bolívar | 0 - 0 | Argentino de Rosario | Carlos Barraza (Fénix)           | 25 de febrero | 17:00 |
| Central Ballester         | 3 - 0 | Yupanqui             | Franco Muggeri (Juventud Unida)  | 25 de febrero | 17:00 |
| Muñiz                     | 0 - 4 | Fénix                | Malvinas Argentinas (San Miguel) | 25 de febrero | 17:00 |
| Ituzaingó                 | 1 - 0 | Cañuelas             | Ituzaingó                        | 25 de febrero | 17:00 |
| Deportivo Riestra         | 2 - 3 | Argentino de Quilmes | Guillermo Laza                   | 26 de febrero | 17:00 |
| Deportivo Paraguayo       | 1 - 3 | Juventud Unida       | Juan Antonio Arias (Liniers)     | 27 de febrero | 17:00 |
| Claypole                  | 2 - 3 | San Martín (B)       | Rodolfo Vicente Capocasa         | 27 de febrero | 17:00 |

| Lugano               | 0 - 1 | Cañuelas                  | José Moraños                  | 3 de marzo | 17:00 |
| Atlas                | 1 - 0 | Sportivo Barracas Bolívar | Ricardo Puga                  | 3 de marzo | 17:00 |
| Argentino de Rosario | 3 - 0 | Deportivo Paraguayo       | José Martín Olaeta            | 3 de marzo | 17:15 |
| Argentino de Quilmes | 1 - 0 | Ituzaingó                 | Argentino de Quilmes          | 4 de marzo | 17:00 |
| Fénix                | 0 - 0 | Deportivo Riestra         | Carlos Barraza                | 4 de marzo | 17:00 |
| Yupanqui             | 3 - 1 | Muñiz                     | Juan Antonio Arias (Liniers)  | 4 de marzo | 17:00 |
| San Martín (B)       | 2 - 0 | Central Ballester         | Francisco Boga                | 5 de marzo | 17:00 |
| Juventud Unida       | 0 - 0 | Claypole                  | Franco Muggeri                | 5 de marzo | 17:20 |
| Centro Español       | 0 - 3 | Victoriano Arenas         | Jorge Alfredo Arín (Cañuelas) | 4 de abril | 15:30 |

| Victoriano Arenas         | 2 - 1 | Lugano               | Saturnino Moure                  | 10 de marzo | 17:00 |
| Sportivo Barracas Bolívar | 1 - 3 | Centro Español       | Carlos Barraza (Fénix)           | 10 de marzo | 17:00 |
| Muñiz                     | 1 - 0 | San Martín (B)       | Malvinas Argentinas (San Miguel) | 10 de marzo | 17:00 |
| Claypole                  | 1 - 1 | Argentino de Rosario | Rodolfo Vicente Capocasa         | 11 de marzo | 17:00 |
| Central Ballester         | 1 - 0 | Juventud Unida       | José Moraños (Atlético Lugano)   | 11 de marzo | 17:00 |
| Deportivo Riestra         | 3 - 1 | Yupanqui             | Guillermo Laza                   | 11 de marzo | 17:00 |
| Cañuelas                  | 2 - 2 | Argentino de Quilmes | Jorge Alfredo Arín               | 11 de marzo | 17:00 |
| Deportivo Paraguayo       | 0 - 2 | Atlas                | Juan Antonio Arias (Liniers)     | 12 de marzo | 17:00 |
| Ituzaingó                 | 0 - 0 | Fénix                | Ituzaingó                        | 12 de marzo | 17:00 |

| Fénix                | 1 - 2 | Cañuelas                  | Carlos Barraza                | 17 de marzo | 16:00 |
| Argentino de Rosario | 2 - 2 | Central Ballester         | José Martín Olaeta            | 17 de marzo | 16:15 |
| Yupanqui             | 2 - 1 | Ituzaingó                 | Juan Antonio Arias (Liniers)  | 18 de marzo | 16:00 |
| Lugano               | 0 - 0 | Argentino de Quilmes      | José Moraños                  | 18 de marzo | 16:00 |
| San Martín (B)       | 2 - 1 | Deportivo Riestra         | Francisco Boga                | 18 de marzo | 16:00 |
| Juventud Unida       | 2 - 0 | Muñiz                     | Franco Muggeri                | 18 de marzo | 16:00 |
| Atlas                | 1 - 0 | Claypole                  | Ricardo Puga                  | 18 de marzo | 16:00 |
| Centro Español       | 2 - 0 | Deportivo Paraguayo       | Jorge Alfredo Arín (Cañuelas) | 18 de marzo | 16:00 |
| Victoriano Arenas    | 2 - 1 | Sportivo Barracas Bolívar | Saturnino Moure               | 18 de marzo | 16:00 |

| Deportivo Paraguayo       | 4 - 0 | Victoriano Arenas    | Juan Antonio Arias (Liniers)     | 23 de marzo | 16:00 |
| Ituzaingó                 | 0 - 0 | San Martín (B)       | Ituzaingó                        | 23 de marzo | 16:20 |
| Central Ballester         | 1 - 2 | Atlas                | Franco Muggeri (Juventud Unida)  | 23 de marzo | 16:45 |
| Muñiz                     | 1 - 0 | Argentino de Rosario | Malvinas Argentinas (San Miguel) | 24 de marzo | 16:00 |
| Cañuelas                  | 0 - 1 | Yupanqui             | Jorge Alfredo Arín               | 24 de marzo | 16:00 |
| Claypole                  | 0 - 2 | Centro Español       | Rodolfo Vicente Capocasa         | 25 de marzo | 16:00 |
| Deportivo Riestra         | 1 - 0 | Juventud Unida       | Guillermo Laza                   | 25 de marzo | 16:00 |
| Argentino de Quilmes      | 1 - 3 | Fénix                | Argentino de Quilmes             | 25 de marzo | 16:00 |
| Sportivo Barracas Bolívar | 0 - 0 | Lugano               | Franco Muggeri (Juventud Unida)  | 26 de marzo | 16:15 |

| Yupanqui                  | 2 - 3          | Argentino de Quilmes | Juan Antonio Arias (Liniers)    | 30 de marzo | 15:30       |
| Juventud Unida            | 2 - 1          | Ituzaingó            | Franco Muggeri                  | 30 de marzo | 15:30       |
| Centro Español            | 0 - 0          | Central Ballester    | Jorge Alfredo Arín (Cañuelas)   | 30 de marzo | 15:30       |
| Victoriano Arenas         | (2 - 3)(2 - 0) | Claypole             | Saturnino Moure                 | 30 de marzo | 15:30       |
| Lugano                    | 0 - 4          | Fénix                | José Moraños                    | 31 de marzo | 15:30       |
| Atlas                     | 2 - 0          | Muñiz                | Ricardo Puga                    | 31 de marzo | 15:30       |
| Argentino de Rosario      | 0 - 1          | Deportivo Riestra    | José Martín Olaeta              | 31 de marzo | 15:30       |
| San Martín (B)            | 1 - 1          | Cañuelas             | Francisco Boga                  | 2 de abril  | 14:05       |
| Sportivo Barracas Bolívar | 0 - 1          | Deportivo Paraguayo  | Franco Muggeri (Juventud Unida) | Sin Fecha   | Sin Horario |

| Argentino de Quilmes | 1 - 1 | San Martín (B)            | Argentino de Quilmes             | 8 de abril  | 13:00 |
| Deportivo Paraguayo  | 0 - 2 | Lugano                    | Juan Antonio Arias (Liniers)     | 9 de abril  | 13:00 |
| Muñiz                | 2 - 1 | Centro Español            | Malvinas Argentinas (San Miguel) | 9 de abril  | 13:00 |
| Central Ballester    | 1 - 0 | Victoriano Arenas         | Franco Muggeri (Juventud Unida)  | 9 de abril  | 13:40 |
| Cañuelas             | 2 - 1 | Juventud Unida            | Jorge Alfredo Arín               | 10 de abril | 13:00 |
| Fénix                | 3 - 1 | Yupanqui                  | Carlos Barraza                   | 10 de abril | 13:00 |
| Claypole             | 2 - 2 | Sportivo Barracas Bolívar | Rodolfo Vicente Capocasa         | 10 de abril | 13:10 |
| Deportivo Riestra    | 0 - 2 | Atlas                     | Guillermo Laza                   | 10 de abril | 15:30 |
| Ituzaingó            | 2 - 0 | Argentino de Rosario      | Ituzaingó                        | 2 de mayo   | 15:30 |

| Argentino de Rosario      | 0 - 0 | Cañuelas             | José Martín Olaeta              | 14 de abril | 15:30 |
| Lugano                    | 1 - 1 | Yupanqui             | José Moraños                    | 15 de abril | 11:00 |
| Juventud Unida            | 0 - 0 | Argentino de Quilmes | Franco Muggeri                  | 15 de abril | 11:00 |
| Victoriano Arenas         | 4 - 1 | Muñiz                | Saturnino Moure                 | 15 de abril | 11:00 |
| Deportivo Paraguayo       | 0 - 4 | Claypole             | Juan Antonio Arias (Liniers)    | 16 de abril | 14:00 |
| Atlas                     | 1 - 0 | Ituzaingó            | Ricardo Puga                    | 16 de abril | 15:00 |
| Centro Español            | 0 - 0 | Deportivo Riestra    | Jorge Alfredo Arín (Cañuelas)   | 16 de abril | 15:00 |
| Sportivo Barracas Bolívar | 3 - 1 | Central Ballester    | Franco Muggeri (Juventud Unida) | 16 de abril | 15:00 |
| San Martín (B)            | 1 - 1 | Fénix                | Francisco Boga                  | 17 de abril | 15:30 |

| Muñiz                | 0 - 1 | Sportivo Barracas Bolívar | Malvinas Argentinas (San Miguel) | 21 de abril | 15:45 |
| Argentino de Quilmes | 4 - 1 | Argentino de Rosario      | Argentino de Quilmes             | 22 de abril | 11:00 |
| Claypole             | 2 - 2 | Lugano                    | Rodolfo Vicente Capocasa         | 22 de abril | 15:30 |
| Central Ballester    | 1 - 0 | Deportivo Paraguayo       | Franco Muggeri (Juventud Unida)  | 22 de abril | 15:30 |
| Deportivo Riestra    | 1 - 1 | Victoriano Arenas         | Guillermo Laza                   | 22 de abril | 15:30 |
| Cañuelas             | 0 - 1 | Atlas                     | Jorge Alfredo Arín               | 22 de abril | 15:30 |
| Fénix                | 3 - 0 | Juventud Unida            | Carlos Barraza                   | 22 de abril | 15:30 |
| Yupanqui             | 4 - 3 | San Martín (B)            | Juan Antonio Arias (Liniers)     | 22 de abril | 15:30 |
| Ituzaingó            | 0 - 1 | Centro Español            | Ituzaingó                        | 23 de abril | 14:00 |

| Deportivo Paraguayo       | 3 - 0 | Muñiz                | Juan Antonio Arias (Liniers)    | 27 de abril | 15:35 |
| Sportivo Barracas Bolívar | 1 - 0 | Deportivo Riestra    | Franco Muggeri (Juventud Unida) | 27 de abril | 15:55 |
| Lugano                    | 0 - 3 | San Martín (B)       | José Moraños                    | 28 de abril | 14:00 |
| Atlas                     | 2 - 4 | Argentino de Quilmes | Ricardo Puga                    | 28 de abril | 14:00 |
| Victoriano Arenas         | 0 - 0 | Ituzaingó            | Saturnino Moure                 | 28 de abril | 14:00 |
| Argentino de Rosario      | 1 - 3 | Fénix                | José Martín Olaeta              | 28 de abril | 15:35 |
| Juventud Unida            | 0 - 1 | Yupanqui             | Franco Muggeri                  | 30 de abril | 14:00 |
| Centro Español            | 1 - 0 | Cañuelas             | Ituzaingó                       | 30 de abril | 14:00 |
| Claypole                  | 2 - 1 | Central Ballester    | Rodolfo Vicente Capocasa        | 30 de abril | 14:00 |

| Fénix                | 1 - 0 | Atlas                     | Carlos Barraza                   | 4 de mayo | 15:30 |
| Yupanqui             | 0 - 2 | Argentino de Rosario      | Juan Antonio Arias (Liniers)     | 5 de mayo | 15:30 |
| Argentino de Quilmes | 1 - 1 | Centro Español            | Argentino de Quilmes             | 5 de mayo | 15:30 |
| Cañuelas             | 5 - 0 | Victoriano Arenas         | Jorge Alfredo Arín               | 5 de mayo | 15:35 |
| Central Ballester    | 2 - 2 | Lugano                    | Franco Muggeri (Juventud Unida)  | 5 de mayo | 15:35 |
| Deportivo Riestra    | 0 - 0 | Deportivo Paraguayo       | Guillermo Laza                   | 6 de mayo | 15:30 |
| San Martín (B)       | 4 - 1 | Juventud Unida            | Francisco Boga                   | 7 de mayo | 15:30 |
| Ituzaingó            | 1 - 0 | Sportivo Barracas Bolívar | Ituzaingó                        | 7 de mayo | 15:30 |
| Muñiz                | 0 - 0 | Claypole                  | Malvinas Argentinas (San Miguel) | 8 de mayo | 15:30 |

| Lugano                    | 3 - 0 | Juventud Unida       | José Moraños                     | 12 de mayo | 15:30 |
| Argentino de Rosario      | 1 - 1 | San Martín (B)       | José Martín Olaeta               | 12 de mayo | 15:30 |
| Atlas                     | 1 - 0 | Yupanqui             | Ricardo Puga                     | 13 de mayo | 15:30 |
| Central Ballester         | 3 - 0 | Muñiz                | Franco Muggeri (Juventud Unida)  | 13 de mayo | 15:30 |
| Deportivo Paraguayo       | 1 - 1 | Ituzaingó            | Juan Antonio Arias (Liniers)     | 13 de mayo | 15:35 |
| Sportivo Barracas Bolívar | 1 - 1 | Cañuelas             | Malvinas Argentinas (San Miguel) | 13 de mayo | 15:40 |
| Victoriano Arenas         | 1 - 1 | Argentino de Quilmes | Saturnino Moure                  | 14 de mayo | 15:30 |
| Claypole                  | 0 - 1 | Deportivo Riestra    | Rodolfo Vicente Capocasa         | 14 de mayo | 15:30 |
| Centro Español            | 1 - 1 | Fénix                | Ituzaingó                        | 14 de mayo | 15:30 |

| San Martín (B)       | 1 - 2 | Atlas                     | Francisco Boga                   | 18 de mayo | 15:15 |
| Deportivo Riestra    | 5 - 2 | Central Ballester         | Guillermo Laza                   | 19 de mayo | 15:30 |
| Cañuelas             | 0 - 1 | Deportivo Paraguayo       | Jorge Alfredo Arín               | 19 de mayo | 15:30 |
| Argentino de Quilmes | 2 - 1 | Sportivo Barracas Bolívar | Argentino de Quilmes             | 19 de mayo | 15:30 |
| Yupanqui             | 0 - 1 | Centro Español            | Juan Antonio Arias (Liniers)     | 19 de mayo | 15:30 |
| Muñiz                | 1 - 1 | Lugano                    | Malvinas Argentinas (San Miguel) | 19 de mayo | 15:35 |
| Fénix                | 3 - 2 | Victoriano Arenas         | Carlos Barraza                   | 19 de mayo | 15:50 |
| Ituzaingó            | 1 - 2 | Claypole                  | Ituzaingó                        | 21 de mayo | 15:30 |
| Juventud Unida       | 1 - 1 | Argentino de Rosario      | Franco Muggeri                   | 3 de junio | 15:20 |

## Goleadores
| Jugador          | Equipo         | Goles |
| ---------------- | -------------- | ----- |
| Diego Leguiza    | Argentino (Q)  | 21    |
| Jonathan Herrera | Centro Español | 18    |
| Wilson Severino  | Atlas          | 16    |
| Marcos Riquelme  | Fénix          | 14    |